# Zethus cylindricus
Zethus cylindricus är en stekelart som beskrevs av Fox 1899. Zethus cylindricus ingår i släktet Zethus och familjen Eumenidae. Inga underarter finns listade i Catalogue of Life.